# Mamelodi Sundowns Ladies Football Club
Ne doit pas être confondu avec la section masculine des Mamelodi Sundowns.
Maillots
Actualités
La section féminine des Mamelodi Sundowns est un club de football féminin sud-africain basé à Pretoria, fondé en 2009 et évoluant en SAFA National Women's League.

## Histoire

### Les débuts
En 2012, Jerry Tshabalala devient le coach des Downs. L'année suivante, l'équipe remporte son premier titre national en battant les MaIndies 2-0 en final des SASOL National Championships. En 2015, les Downs remportent à nouveau le titre en dominant les Cape Town Roses 4-0 en finale.

### Domination en SNWL et en Ligue des champions
Lors de la première édition de la SAFA National Women's League en 2019-2020, les Mamelodi Sundowns restent invaincues, malgré une fin de saison précoce en raison du Covid-19, et remportent ainsi le premier titre de l'histoire du championnat.
Cette victoire leur permet de représenter l'Afrique du Sud lors de la première édition de la Ligue des champions féminine du COSAFA, tournoi qui sert de qualifications pour la première édition de la Ligue des champions féminine de la CAF. Les Bayanas remportent le tournoi, en dominant en finale les Black Rhinos Queens du Zimbabwe, et se qualifient donc pour la phase finale de la Ligue des champions au Caire. Elles s'imposent en finale face aux Ghanéennes des Hasaacas Ladies sur le score de 2 buts à 0.
Les Mamelodi Sundowns conservent leur titre de championne d'Afrique du Sud en 2021. En 2022, elles perdent leur titre régional en s'inclinant aux tirs au but face aux Green Buffaloes (0-0, 6-5), mais sont malgré tout qualifiées pour la Ligue des champions de la CAF en tant que tenantes du titre . Lors du tournoi continental, les Brazilians atteignent à nouveau la finale, mais s'écroulent complètement face aux hôtes marocaines de l'AS FAR, terminant le match à neuf et s'inclinant sur un score de 4-0.
Le club est sacré champion d'Afrique du Sud pour la troisième fois consécutive en 2022. Les Bayana Ba remportent une nouvelle Ligue des champions du COSAFA en dominant les Botzwanaises de Double Action en finale (2-0), et se qualifient pour une troisième Ligue des champions africaine. Après avoir terminé en tête de leur poule, elles affrontent en demi-finale l'AS FAR, qu'elles n'ont encore jamais battues. Un but de Boitumelo Rabale suffit à s'imposer 1-0 et atteindre pour la troisième fois consécutive la finale. Les Mamelodi Sundowns s'imposent par 3 buts à 0 en finale contre le Sporting Club Casablanca et remportent ainsi leur deuxième Ligue des champions.

## Palmarès du club
| Compétitions nationales                                                                         | Compétitions internationales |
| - Championnat d'Afrique du Sud (7) : - Champion : 2013, 2015, 2019-2020, 2021, 2022, 2023, 2024 | - Ligue des champions de la CAF (2) - Champion : 2021 et 2023 - Finaliste : 2022 - Ligue des champions du COSAFA (2) : - Champion : 2021, 2023 - Finaliste : 2022 |